# USS Perry (DD-340)
Za druga plovila z istim imenom glejte USS Perry.
USS Perry (DD-340) je bil rušilec razreda Clemson v sestavi Vojne mornarice Združenih držav Amerike.
Rušilec je bil poimenovan po komodorju Oliverju Hazardu Perryju.

## Zgodovina
12. septembra 1944 je bila podmornica potopljena med protipodmorniško patruljo.
Za zasluge med drugo svetovno vojno je bil rušilec odlikovan s šestimi bojnimi zvezdami.